# Marc Carrière
Marc Carrière, né le 1er septembre 1964 à Buckingham, est un homme politique québécois. Il est député libéral à l'Assemblée nationale du Québec de 2008 à 2018. Il représente la circonscription de Chapleau dans la région de l'Outaouais.

## Biographie
Né le 1er septembre 1964 à Buckingham en Outaouais, Marc Carrière est le fils de l'ouvrier Jean-Paul Carrière et de l'enseignante Pauline Charette. Il étudie à l'école primaire Sacré-Cœur de Perkins (devenu Val-des-Monts en 1975) de 1970 à 1976, à l'école secondaire Nicolas-Gatineau de 1976 à 1981, au Cégep de l'Outaouais de 1981 à 1983 et à l'Université d'Ottawa où il obtient un baccalauréat en sciences de l'administration en 1989.

### Carrière politique
Il est conseiller municipal de Val-des-Monts de 1992 à 1996 puis maire de cette municipalité de 1996 à 2008. Il est aussi préfet de la Municipalité régionale de comté (MRC) des Collines-de-l'Outaouais à partir de 2000, et président de la Conférence régionale des élus de l'Outaouais de 2004 à 2008.
Le 6 novembre 2008, il se porte candidat aux élections québécoises du 8 décembre 2008 pour le Parti libéral du Québec dans la circonscription de Chapleau. Un mois plus tard, il est élu député à l'Assemblée nationale du Québec. Il est réélu en 2012 et 2014 mais battu en 2018 par Mathieu Lévesque de la Coalition avenir Québec.
À compter du 26 février 2019, il retourne au niveau régional en occupant le poste de directeur du développement du territoire de la MRC de Papineau. 
Lors des élections préfectorales du 7 novembre 2021, il devient le premier préfet élu au suffrage universel de la Municipalité régionale de comté (MRC) des Collines-de-l'Outaouais.

## Résultats électoraux

### Résultats provinciaux
|                                                                                               | Nom                     | Parti              | Nombre de voix | %      | Maj.  |
| --------------------------------------------------------------------------------------------- | ----------------------- | ------------------ | -------------- | ------ | ----- |
|                                                                                               | Mathieu Lévesque        | Coalition avenir   | 13 057         | 40,4 % | 2 537 |
|                                                                                               | Marc Carrière (sortant) | Libéral            | 10 520         | 32,6 % | -     |
|                                                                                               | Alexandre Albert        | Québec solidaire   | 5 122          | 15,9 % | -     |
|                                                                                               | Blake Ippersiel         | Parti québécois    | 2 922          | 9 %    | -     |
|                                                                                               | Rowen Tanguay           | Conservateur       | 497            | 1,5 %  | -     |
|                                                                                               | Françoise Roy           | Marxiste-léniniste | 182            | 0,6 %  | -     |
| Total                                                                                         | Total                   | Total              | 32 300         | 100 %  |       |
| Le taux de participation lors de l'élection était de 59,8 % et 557 bulletins ont été rejetés. |                         |                    |                |        |       |

|                                                                                             | Nom                     | Parti              | Nombre de voix | %      | Maj.   |
| ------------------------------------------------------------------------------------------- | ----------------------- | ------------------ | -------------- | ------ | ------ |
|                                                                                             | Marc Carrière (sortant) | Libéral            | 19 697         | 57,8 % | 13 402 |
|                                                                                             | Yves Morin              | Parti québécois    | 6 295          | 18,5 % | -      |
|                                                                                             | Carl Pelletier          | Coalition avenir   | 5 022          | 14,7 % | -      |
|                                                                                             | Laura Avalos            | Québec solidaire   | 1 996          | 5,9 %  | -      |
|                                                                                             | Roger Fleury            | Vert               | 693            | 2 %    | -      |
|                                                                                             | Philippe Boily          | Option nationale   | 256            | 0,8 %  | -      |
|                                                                                             | Pierre Soublière        | Marxiste-léniniste | 101            | 0,3 %  | -      |
| Total                                                                                       | Total                   | Total              | 34 060         | 100 %  |        |
| Le taux de participation lors de l'élection était de 63 % et 456 bulletins ont été rejetés. |                         |                    |                |        |        |

|                                                                                               | Nom                     | Parti              | Nombre de voix | %      | Maj.  |
| --------------------------------------------------------------------------------------------- | ----------------------- | ------------------ | -------------- | ------ | ----- |
|                                                                                               | Marc Carrière (sortant) | Libéral            | 14 812         | 42,1 % | 5 666 |
|                                                                                               | Yves Morin              | Parti québécois    | 9 146          | 26 %   | -     |
|                                                                                               | Luc Angers              | Coalition avenir   | 8 191          | 23,3 % | -     |
|                                                                                               | Benoit Renaud           | Québec solidaire   | 1 731          | 4,9 %  | -     |
|                                                                                               | Jonathan Meijer         | Vert               | 774            | 2,2 %  | -     |
|                                                                                               | Eid Harb                | Option nationale   | 421            | 1,2 %  | -     |
|                                                                                               | Pierre Soublière        | Marxiste-léniniste | 86             | 0,2 %  | -     |
| Total                                                                                         | Total                   | Total              | 35 161         | 100 %  |       |
| Le taux de participation lors de l'élection était de 65,3 % et 387 bulletins ont été rejetés. |                         |                    |                |        |       |

|                                                                                             | Nom              | Parti               | Nombre de voix | %      | Maj.  |
| ------------------------------------------------------------------------------------------- | ---------------- | ------------------- | -------------- | ------ | ----- |
|                                                                                             | Marc Carrière    | Libéral             | 13 968         | 54,7 % | 7 408 |
|                                                                                             | Yves Morin       | Parti québécois     | 6 560          | 25,7 % | -     |
|                                                                                             | Gilles Taillon   | Action démocratique | 3 194          | 12,5 % | -     |
|                                                                                             | Roger Fleury     | Vert                | 1 032          | 4 %    | -     |
|                                                                                             | Benoit Renaud    | Québec solidaire    | 609            | 2,4 %  | -     |
|                                                                                             | Michel Soucy     | Indépendant         | 118            | 0,5 %  | -     |
|                                                                                             | Pierre Soublière | Marxiste-léniniste  | 51             | 0,2 %  | -     |
| Total                                                                                       | Total            | Total               | 25 532         | 100 %  |       |
| Le taux de participation lors de l'élection était de 48 % et 314 bulletins ont été rejetés. |                  |                     |                |        |       |